# Bernard Loder
Bernard Cornelia Johannes Loder (ur. 13 września 1849 w Amsterdamie, zm. 4 listopada 1935 w Hadze) – holenderski prawnik, pierwszy prezes Stałego Trybunału Sprawiedliwości Międzynarodowej.

## Życiorys
Studiował prawo w Athenaeum Illustre, poprzedniku Uniwersytetu Amsterdamskiego. W 1873 obronił doktorat na Uniwersytecie w Lejdzie. Następnie pracował jako adwokat w Rotterdamie.
Był specjalistą prawa morza. W 1897 był, wraz z Tobiasem Asserem, jednym ze współzałożycieli Comité Maritime International, poprzednika Międzynarodowej Organizacji Morskiej, który miał zajmować się kodyfikacją prawa morza.
Od 1908 do 1921 był sędzią holenderskiego Sądu Najwyższego (Hoge Raad).
W 1919 został członkiem komitetu prawników opracowującego projekt trybunału światowego. W 1921 został wybrany sędzią Stałego Trybunału Sprawiedliwości Międzynarodowej. Był jego pierwszym prezesem w latach 1922-1924. Funkcję sędziego STSM pełnił do 1931.
Od 1921 był członkiem Instytutu Prawa Międzynarodowego. Przewodniczył jego sesji w Hadze w 1925.
Zmarł w 1935.